# Ambassade de Guinée en Libye
L'ambassade de Guinée en Libye est la principale représentation diplomatique de la république de Guinée au Libye.

## Liste des ambassadeurs
Les ambassadeurs de Guinée an Libye ont été successivement :
| N° | Nom et prénoms    | Debut | Fin      |
| -- | ----------------- | ----- | -------- |
| 01 | Abdel Aziz Soumah |       | 2014     |
| 02 |                   |       | En cours |